# Novo Selo Begovo
Begaj en albanais et Novo Selo Begovo en serbe latin (en serbe cyrillique : Ново Село Бегово) est une localité du Kosovo située dans la commune/municipalité de Vushtrri/Vučitrn et dans le district de Mitrovicë/Kosovska Mitrovica. Selon le recensement kosovar de 2011, elle compte 1 261 habitants, tous albanais.

## Démographie

### Évolution historique de la population dans la localité
| 1948 | 1953 | 1961 | 1971 | 1981 | 1991  | 2011  |
| ---- | ---- | ---- | ---- | ---- | ----- | ----- |
| 229  | 267  | 315  | 592  | 792  | 1 026 | 1 261 |

|  |